# This Album Contains Old Songs and Old Pictures Vol. 2 - Also Known as the Demo Comp CD
This Album Contains Old Songs and Old Pictures Vol. 2 - Also Known as the Demo Comp CD è la seconda raccolta del gruppo musicale svedese Refused, pubblicata nel 1997 dalla Startracks e dalla Burning Heart Records.

## Descrizione
Il disco contiene i demo che il gruppo ha realizzato e distribuito nel corso del 1992, con l'aggiunta di ulteriori inediti mai usciti in precedenza.

## Tracce
Testi e musiche dei Refused, eccetto dove indicato.
1. Re-Fused - 2:41
2. Another One - 2:19
3. Enough Is Enough - 2:07
4. Fusible Front - 2:25
5. Reach Out - 2:07
6. Fudge - 2:33
7. Blind - 3:05
8. Back in Black - 3:36 (Young, Young, Johnson)
9. The New Deal - 2:13
10. I Wish - 2:55
11. Where Is Equality? - 2:17
12. Who Died? - 1:51
13. Burn - 3:32
14. Racial Liberation - 2:30
15. Hate Breeds Hate - 3:28
16. I'll Choose My Side - 2:51
17. The Marlboro Man Is Dead - 3:02
18. Defeated - 2:21
19. Live Wire - 3:02(Mötley Crüe)
20. Gratitude - 2:39(Beastie Boys)
21. [senza titolo] - 2:20(Gorilla Biscuits, la traccia originale ha il titolo No Reason Why - live)

## Formazione
- Dennis Lyxzén - voce (First Demo: Refused, Second Demo: Operation Headfirst)
- David Sandström - batteria, chitarra, melodica (First Demo: Refused, Second Demo: Operation Headfirst)
- Pär Hansson - chitarra (First Demo: Refused, Second Demo: Operation Headfirst)
- Jonas Lindgren - basso (First Demo: Refused)
- Magnus Höggren - basso (Second Demo: Operation Headfirst)
- Henrik Jansson - chitarra (Second Demo: Operation Headfirst)